# NGC 5765B
NGC 5765B је спирална галаксија у сазвежђу Девица која се налази на NGC листи објеката дубоког неба.
Деклинација објекта је + 5° 7' 11" а ректасцензија 14h 50m 50,5s. Привидна величина (магнитуда) објекта NGC 5765 износи 13,9 а фотографска магнитуда 14,6. NGC 5765B је још познат и под ознакама UGC 9554, MCG 1-38-4, KCPG 437A, PGC 53011.